# Рик и Морти (2-й сезон)
Второй сезон американского анимационного телесериала «Рик и Морти» впервые транслировался в США в рамках позднего ночного программного блока Adult Swim на телеканале Cartoon Network. Премьерный эпизод, «Рик во времени», вышел 26 июля 2015 года. Последний, «Свадебные Сквончеры», вышел 4 октября того же года.
Следующий, третий сезон мультсериала вышел в 2017 году.

## Актёрский состав

### Основной состав
- Джастин Ройланд — Рик Санчес и Морти Смит, два главных героя сериала; Рик — эксцентричный сумасшедший учёный, а Морти — его добрый, но легко огорчающийся внук.
- Крис Парнелл — Джерри Смит, зять Рика и отец Морти; простодушный и неуверенный в себе человек, который не одобряет влияние Рика на его семью.
- Спенсер Грэммер — Саммер Смит, внучка Рика и сестра Морти; обычный подросток, который беспокоится об улучшении своего статуса среди сверстников.
- Сара Чок — Бет Смит, дочь Рика и мать Морти; в целом уравновешенный человек, недовольный своим браком.

### Приглашённые звёзды
- Киган-Майкл Кей — Яйцеголовый монстр #1, существо из четырёхмерного пространства.
- Джордан Пил — Яйцеголовый монстр #2, существо из четырёхмерного пространства.
- Джемейн Клемент — Шептун, газообразное существо.
- Энди Дэйли — Кромбопулус Майкл, инопланетный убийца.
- Кристина Хендрикс — Юнити, инопланетный коллективный разум.
- Пэттон Освальт — Бета-7, инопланетный коллективный разум.
- Кит Дэвид — Жираф наоборот, форма инопланетного паразита.
- Мэтт Уолш — Сонный Гэри, форма инопланетного паразита.
- Кертвуд Смит — генерал Нейтан, генерал армии США.
- Стивен Кольбер — Зип, создатель мини-вселенной.
- Нейтан Филдер — Кайл, создатель кроха-вселенной.
- Алан Тьюдик — Крис, президент микровселенной Рика.
- Алекс Хирш — Тоби Мэтьюз, старшеклассник.
- Джим Раш — Глаксо Слимслом, психиатр по вопросам брака.
- Мэтт Бессер — инопланетный лидер.
- Гэри Коул — инопланетный доктор.
- Вернер Херцог — Шримпли Пибблз, инопланетный борец за гражданские права.
- Челси Кейн — Артриша, инопланетная девушка-фермер.
- Джеймс Кэллис — Пэт Гутерман, отец Тэмми.
- Триша Хелфер — Донна Гутерман, мать Тэмми.

## Эпизоды
| № общий | № в сезоне | Название                                                                                | Режиссёр        | Автор сценария                              | Дата премьеры    | Зрители США (млн) |
| --- | ---------- | --------------------------------------------------------------------------------------- | --------------- | ------------------------------------------- | ---------------- | ----------------- |
| 12 | 1          | «Рик во времени» «A Rickle in Time»                                                     | Уэс Арчер       | Мэтт Роллер                                 | 26 июля 2015     | 2,12              |
| Рик, Морти и Саммер размораживают время и возвращают всё на круги своя. Но реальность разбивается на два (4, 8 и т. д.) параллельных мира, а Рик, Морти и Саммер оказываются в бесконечном небытие. В привычной реальности в это время Джерри сбивает оленя, а Бет приходится его экстренно спасать. |            |                                                                                         |                 |                                             |                  |                   |
| 13 | 2          | «Успеть до Морти-ночи» «Mortynight Run»                                                 | Доминик Полчино | Дэвид Филипс                                | 2 августа 2015   | 2,19              |
| Рик учит Морти управлять космическим кораблём. Вместе с Джерри они прилетают на планету со множеством игровых автоматов. Джерри попадает в детский сад для Джерри из всех возможных миров. Морти узнаёт, что Рик торгует оружием, и осуждает его. Морти пытается спасти разумное облако газа, но всё не так просто, как кажется… |            |                                                                                         |                 |                                             |                  |                   |
| 14 | 3          | «Аутоэротическая ассимиляция» «Auto Erotic Assimilation»                                | Брайан Ньютон   | Райан Ридли                                 | 9 августа 2015   | 1,94              |
| Рик, Морти и Саммер откликнулись на космический сигнал бедствия, чтобы ограбить корабль. На корабле они встречают Юнити, существо коллективного разума. Позже становится ясно, что Юнити — бывшая девушка Рика. Учёный-алкоголик решает вспомнить былые времена и «затусить» с Юнити. Джерри и Бет в пылу ссоры находят в подвале своего дома инопланетянина. |            |                                                                                         |                 |                                             |                  |                   |
| 15 | 4          | «Вспомнить Вэ Сэ Йо» «Total Rickall»                                                    | Хуан Меса-Леон  | Майк МакМэхан                               | 16 августа 2015  | 1,96              |
| В доме Смитов поселяются инопланетные паразиты — быстро размножающиеся существа, принимающие облик самых разных гуманоидов и животных, которые способны воздействовать на разум, заставляя людей верить, что они были в их жизни всегда. Отчаянно пытающегося исправить ситуацию Рика, который стремится найти способ отличить паразитов от реальных членов и друзей семьи, самого обвиняют в том, что он паразит, и предлагают казнить…                                                                 |            |                                                                                         |                 |                                             |                  |                   |
| 16 | 5          | «Пора швифтануться» «Get Schwifty»                                                      | Уэс Арчер       | Том Кауфман                                 | 23 августа 2015  | 2,12              |
| К Земле приближается гигантская голова и телепортирует планету в далёкий космос для участия в музыкальном конкурсе. Выбывшие планеты уничтожаются. Рик и Морти выходят на связь с правительством Америки и пытаются придумать достойную песню, чтобы не потерпеть поражение. В это время директор Вагина принимает головы, наблюдающие за ходом конкурса, за божественные существа и, неправильно интерпретируя их эмоции, основывает новую религию, делая вид, что выполняет их волю.                   |            |                                                                                         |                 |                                             |                  |                   |
| 17 | 6          | «Наверное, Рики сошли с ума» «The Ricks Must Be Crazy»                                  | Доминик Полчино | Дэн Гутерман                                | 30 августа 2015  | 1,91              |
| Рик, Морти и Саммер развлекаются просмотром полнометражного фильма о «Яйцелюбах» в параллельной вселенной. Собираясь лететь домой, Рик обнаруживает, что в его летающей тарелке не работает генератор энергии. Оказывается, его транспорт питает целая минивселенная, жители которой вырабатывают электричество на специальных тренажёрах. Желая выяснить, в чём дело, Рик берёт с собой Морти и отправляется в минивселенную, оставляя защитную систему летающей тарелки охранять Саммер «любой ценой». |            |                                                                                         |                 |                                             |                  |                   |
| 18 | 7          | «Большой переполох в маленьком Санчезе» «Big Trouble In Little Sanchez»                 | Брайан Ньютон   | Алекс Рубенс                                | 13 сентября 2015 | 1,97              |
| Джерри и Бет опять ссорятся. Устав от их бесконечных скандалов, Рик отвозит их в инопланетный центр психологической помощи семейным парам. В это время Рик переселяет свой разум в тело своего клона-подростка, чтобы помочь Саммер и Морти убить заведшегося в школе вампира, но так увлекается, что не хочет возвращаться в старое тело. |            |                                                                                         |                 |                                             |                  |                   |
| 19 | 8          | «Межвселенское кабельное 2: Искушение судьбы» «Interdimensional Cable 2: Tempting Fate» | Хуан Меса-Леон  | Дэн Гутерман, Райан Ридли и Джастин Ройланд | 20 сентября 2015 | 1,79              |
| Джерри подхватывает инопланетный вирус по вине Рика, и его доставляют в инопланетную больницу, где представлены лучшие врачи Галактики. Вылечив Джерри, инопланетяне предлагают ему помочь спасти жизнь политическому деятелю Шримпли Пиблзу, борющемуся за мир. Вместо сердца Пиблзу планируется пересадить пенис Джерри. Между тем Рик, Морти и Саммер коротают время в зале ожидания просмотром телепередач из параллельных вселенных.                                                                |            |                                                                                         |                 |                                             |                  |                   |
| 20 | 9          | «Судная ночь» «Look Who’s Purging Now»                                                  | Доминик Полчино | Дэн Хармон, Райан Ридли и Джастин Ройланд   | 27 сентября 2015 | 1,89              |
| Рик и Морти летят в космосе. Какое-то существо вмазывается в лобовое стекло. Они высаживаются на одной планете, чтобы убрать труп на лобовом стекле. Но после заката начинается самое интересное — судная ночь. |            |                                                                                         |                 |                                             |                  |                   |
| 21 | 10         | «Свадебные Сквончеры» «The Wedding Squanchers»                                          | Уэс Арчер       | Том Кауфман                                 | 4 октября 2015   | 1,84              |
| Рик с семьёй летит на свадьбу Птичьей Личности и Тэмми. Прилетев на планету «Сквонч», Рик узнаёт, что Тэмми не та, за кого себя выдаёт… |            |                                                                                         |                 |                                             |                  |                   |

## Производство
В январе 2014 года сериал был продлён на второй сезон, который начнётся 26 июля 2015 года.
Режиссёрами выступили Уэс Арчер, Доминик Полчино, Брайан Ньютон и Хуан Меса-Леон, а сценаристами — соавторы сериала Джастин Ройланд и Дэн Хармон, Мэтт Роллер, Дэвид Филлипс, Райан Ридли, Майк МакМэхан, Том Кауфман, Дэн Гутерман и Алекс Рубенс. Все эпизоды имеют рейтинг TV-14, за исключением эпизода «Межвселенское кабельное 2: Искушение судьбы», который получил рейтинг TV-MA.

## Реакция критиков
Второй сезон имеет рейтинг одобрения 91 % на Rotten Tomatoes на основе 13 обзоров, со средним рейтингом 7,81 из 10. Консенсус критиков гласит: «Рик и Морти приобретают ещё более скользкие слои сложности в течение второго сезона, когда дисфункциональный дуэт ломает головы и диаметрально противоположные философии во время череды замысловатых забавных злоключений».

## Награды и номинации
| Год  | Премия                    | Категория                                               | Номинант        | Результат |
| ---- | ------------------------- | ------------------------------------------------------- | --------------- | --------- |
| 2015 | IGN Awards                | Best TV Animated Series                                 | Рик и Морти     | Победа    |
| 2015 | IGN People’s Choice Award | Best TV Animated Series                                 | Рик и Морти     | Победа    |
| 2016 | BTVA Voice Acting Awards  | Best Male Lead Vocal Performance in a Television Series | Джастин Ройланд | Номинация |
| 2016 | BTVA Voice Acting Awards  | Best Vocal Ensemble in a Television Series              | Рик и Морти     | Номинация |
| 2016 | Gold Derby Awards         | Best Animated Series                                    | Рик и Морти     | Номинация |

## Выпуск на DVD
Второй сезон был выпущен отдельно на DVD Регион 1 и Blu-ray 7 июня 2016 года.